# (17356) Vityazev
(17356) Vityazev est un astéroïde de la ceinture principale.

## Description
(17356) Vityazev est un astéroïde de la ceinture principale. Il fut découvert le 9 août 1978 à Naoutchnyï par Nikolaï Tchernykh. Il présente une orbite caractérisée par un demi-grand axe de 2,23 UA, une excentricité de 0,22 et une inclinaison de 6,1° par rapport à l'écliptique.

## Compléments